# Бальзаминовые
Бальзами́новые (лат. Balsamináceae) — семейство однолетних и многолетних травянистых растений, реже полукустарников, порядка Верескоцветные.
Состоит из двух родов: монотипного рода Гидроцера (Hydrocera) и рода Недотрога (Impatiens), включающего в себя около 500 видов.

## Биологическое описание
Однолетние и многолетние травянистые растения. Листья простые, у основания расположены железы. Цветки зигоморфные, одиночные или в соцветиях; чашелистиков 5, часто окрашены, один из них вытянут в шпорец; венчик 5-членный, лепестки свободные или попарно сросшиеся, непарный лепесток расположен напротив шпорца. Тычинок 5, тычиночные нити сросшиеся пыльниками и образуют крышечку, которая отпадает в период созревания рыльца, что обеспечивает перекрёстное опыление. Гинецей состоит из 5 плодолистиков с коротким столбиком и 1–5 рыльцами. Плод — сочная коробочка, раскрывающаяся внезапно посредством 5 скручивающихся створок у видов рода Импатиенс (Недотрога), или ягодообразная коробочка, как у рода Гидроцера.

## Опыление

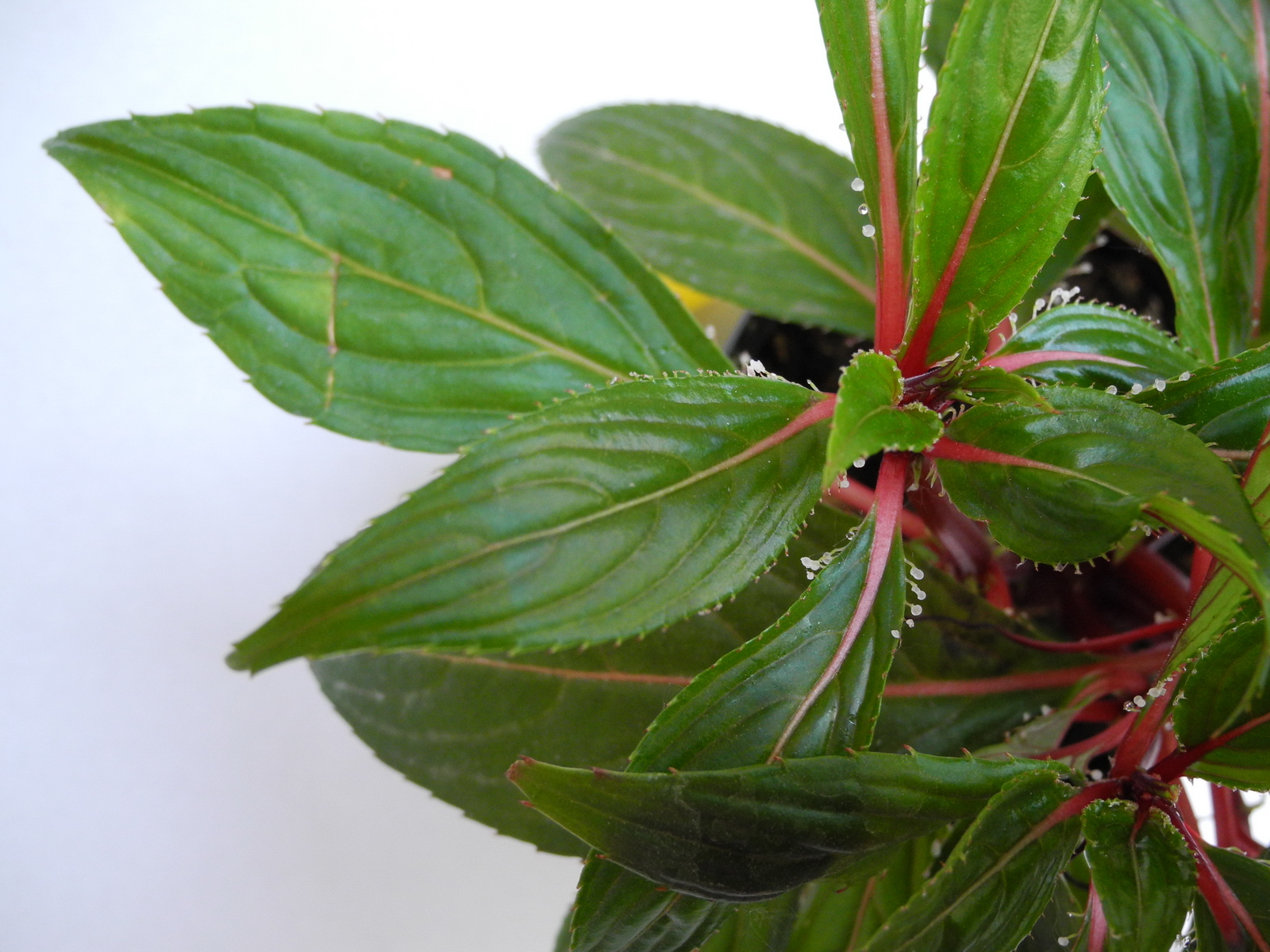
Кристаллы сахара на листе Импатиенс Валлера

У представителей семейства Импатиенс имеется целый ряд приспособлений, способствующих опылению и защите цветков. Так, например, по краям зубчиков листьев и на черешках многих видов появляются капельки сладкого сока, который, испаряясь, превращается в кристаллы сахара. Этот сахар отвлекает от цветков муравьёв в то время, как пыльца и цветочный мёд остаются пчёлам.
Другим не менее интересным приспособлением в этом роде является защита пыльцы от дождя. Молодые цветочные почки сидят в пазухах листа на коротких цветоножках. По мере роста цветоножки сильно удлиняются и распустившиеся цветки попадают под защиту листьев. Капли дождя, скатываясь с листьев, не задевают цветки даже при очень сильных ливнях.
Еще в прошлом столетии ученые подметили одну интересную особенность бальзаминовых — орнитофилию. Некоторые тропические виды рода Импатиенс (Недотрога), имеющие ярко-красные цветки и обильную пыльцу, охотно посещают птицы, обеспечивая растениям перекрёстное опыление.

## Распространение семян

Гибридный Бальзамин группы 'Новая Гвинея'

У бальзаминовых есть одно удивительное свойство — активное разбрасывание семян. При малейшем прикосновении к плоду он с треском раскрывается и пять быстро скручивающихся в спираль створок выстреливают семена, которые отлетают порой на расстояние до 2 м. Отсюда произошло русское название самого большого рода бальзаминовых — недотрога. Животные, проходящие по тенистому лесу, задевают недотрогу, облепляются её семенами и разносят их на большие расстояния.
Для некоторых видов рода, например, недотроги обыкновенной (Impatiens noli-tangere) и недотроги мелкоцветковой (Impatiens parviflora), характерна клейстогамия. На растениях наряду с ярко окрашенными полноценными цветками появляются полураскрытые цветки с недоразвитыми венчиками и невзрачные, вовсе не раскрывающиеся цветки. А у недотроги обыкновенной, например растущей в несвойственных для неё экологических условиях — на песке или щебне, на вырубках или торфяниках, — появляются только клейстогамные цветки. Однако, если семена из этих цветков высеять в хорошую лесную почву, развиваются растения с раскрытыми желтыми цветками.

## Ареал и климатические условия
Виды семейства распространены в умеренной и тропической зонах Европы, Азии, Северной Америки и Африки.